# Tradate
De Italiaanse plaats Tradate ligt in de provincie Varese (Lombardije). Tradate is in de middeleeuwen ontstaan en stond sterk onder de invloed van het nabije Milaan. In 1884 kreeg Tradate een station aan de spoorlijn Saronno-Varese, wat de ontwikkeling van industrie een impuls gaf. In 1958 werden aan de plaats stadsrechten toegekend.
De belangrijkste bouwwerk in Tradate zijn de kerken Santo Stefano, San Bernardo en San Pietro e Paolo. Aan de rand van de plaats staat de 18de-eeuwse Villa Sopranzi. Tussen Tradate en Venegono Inferiore ligt op de heuvel Colle del Belvedere het enorme complex van het Bisschoppelijk Seminarie van Milaan. Ten oosten van de plaats strekt zich het regionale natuurpark Pineta di Appiano Gentile e Tradate uit.
De fraziones Abbiate Guazzone en Ceppine maken deel uit van deze gemeente.